# Saipal
Der Saipal ist ein 7031 m hoher Berg im Himalaya im Westen von Nepal.
Der Saipal befindet sich im östlichen Teil des Gebirgsmassivs Gurans Himal. Die Nordflanke des vergletscherten Berges wird zum Karnali hin entwässert. Die Südost- und Südwestflanke des Saipal werden nach Süden zum Seti, einem rechten Nebenfluss des Karnali, entwässert.
Die Erstbesteigung des Saipal fand im Jahr 1963 statt. Die beiden Japaner Katsutoshi Hirabayashi und Pasang Phutar erreichten den Gipfel des Saipal am 21. Oktober 1963 über den Südgrat.